# Le Vauroux
Le Vauroux est une commune française située dans le département de l'Oise en région Hauts-de-France.

## Géographie

### Communes limitrophes
|            | Ons-en-Bray | Villers-Saint-Barthélemy |
| Lalandelle | Vauroux     | Troussures               |
| Labosse    |             | La Houssoye              |

### Hydrographie
La commune est située dans le bassin Seine-Normandie. Elle n'est drainée par aucun cours d'eau,.

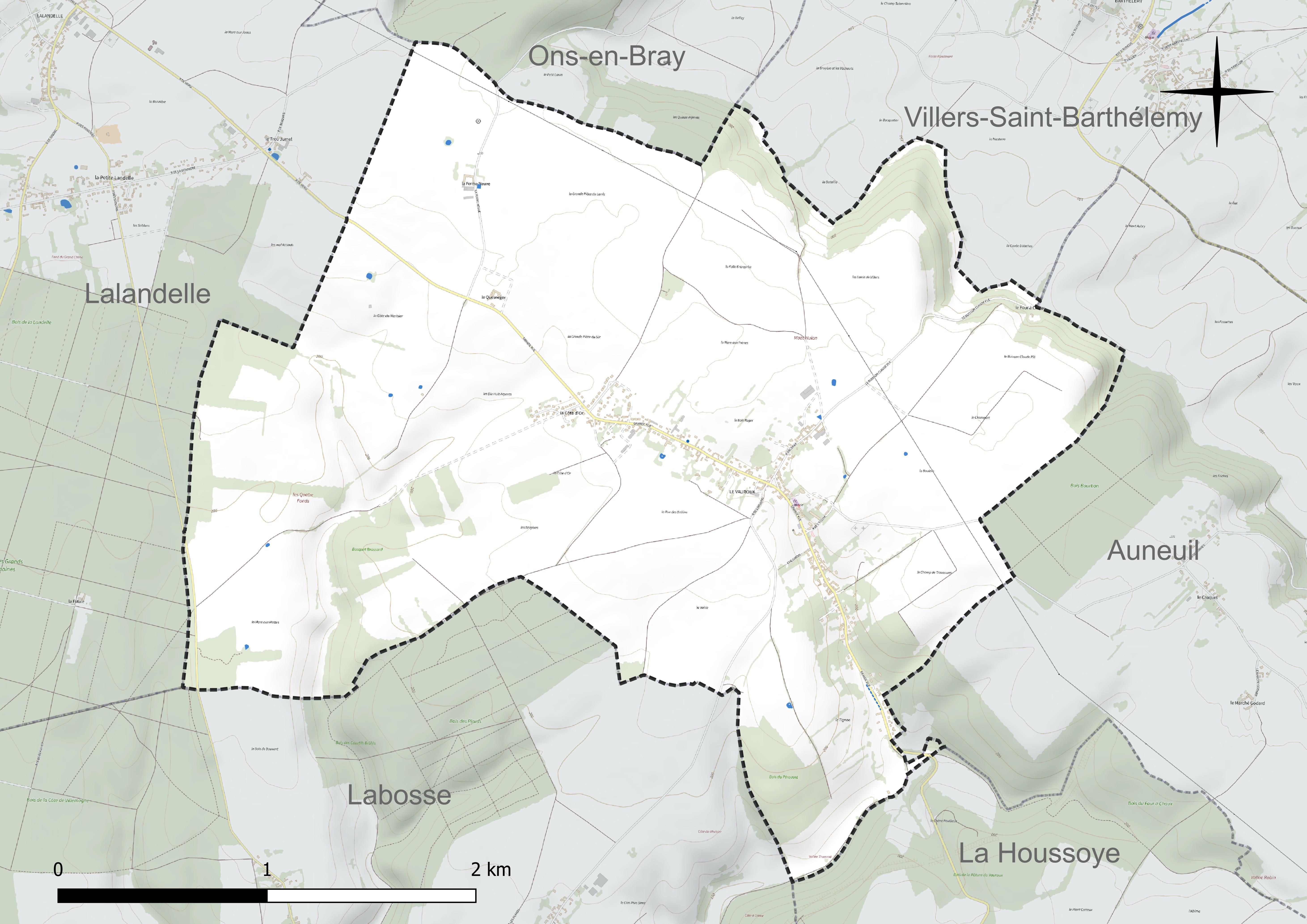
Réseau hydrographique du Vauroux.

### Climat
Pour des articles plus généraux, voir Climat des Hauts-de-France et Climat de l'Oise.
En 2010, le climat de la commune est de type climat océanique dégradé des plaines du Centre et du Nord, selon une étude du CNRS s'appuyant sur une série de données couvrant la période 1971-2000. En 2020, Météo-France publie une typologie des climats de la France métropolitaine dans laquelle la commune est exposée à un climat océanique et est dans la région climatique  Sud-ouest du bassin Parisien, caractérisée par une faible pluviométrie, notamment au printemps (120 à 150 mm) et un hiver froid (3,5 °C). 
Pour la période 1971-2000, la température annuelle moyenne est de 9,9 °C, avec une amplitude thermique annuelle de 14,2 °C. Le cumul annuel moyen de précipitations est de 829 mm, avec 11,9 jours de précipitations en janvier et 8,7 jours en juillet. Pour la période 1991-2020, la température moyenne annuelle observée sur la station météorologique la plus proche, située sur la commune de Jaméricourt à 9 km à vol d'oiseau, est de 11,0 °C et le cumul annuel moyen de précipitations est de 695,7 mm,. Pour l'avenir, les paramètres climatiques de la commune estimés pour 2050 selon différents scénarios d'émission de gaz à effet de serre sont consultables sur un site dédié publié par Météo-France en novembre 2022.

## Urbanisme

### Typologie
Au 1er janvier 2024, Le Vauroux est catégorisée commune rurale à habitat dispersé, selon la nouvelle grille communale de densité à sept niveaux définie par l'Insee en 2022.
Elle est située hors unité urbaine. Par ailleurs la commune fait partie de l'aire d'attraction de Paris, dont elle est une commune de la couronne,. Cette aire regroupe 1 929 communes,.

### Occupation des sols
L'occupation des sols de la commune, telle qu'elle ressort de la base de données européenne d'occupation biophysique des sols Corine Land Cover (CLC), est marquée par l'importance des territoires agricoles (82,4 % en 2018), en diminution par rapport à 1990 (87,4 %). La répartition détaillée en 2018 est la suivante : 
terres arables (70,6 %), forêts (12,6 %), prairies (11,8 %), zones urbanisées (5 %). L'évolution de l'occupation des sols de la commune et de ses infrastructures peut être observée sur les différentes représentations cartographiques du territoire : la carte de Cassini (XVIIIe siècle), la carte d'état-major (1820-1866) et les cartes ou photos aériennes de l'IGN pour la période actuelle (1950 à aujourd'hui).

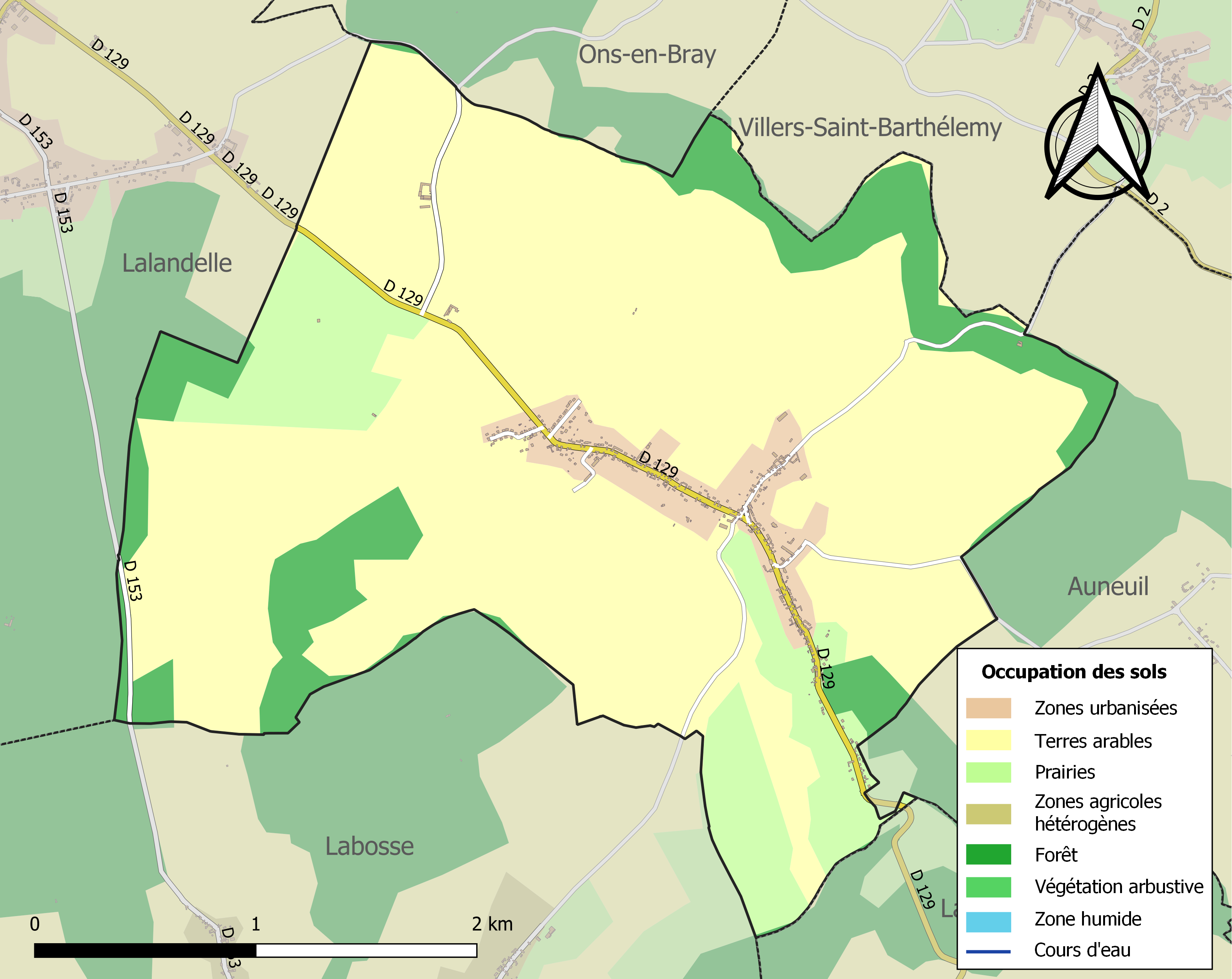
Carte des infrastructures et de l'occupation des sols de la commune en 2018 (CLC).

### Voies de communication et transports
La commune est desservie, en 2023, par les lignes 6102, 6107 et 6145 du réseau interurbain de l'Oise.

## Toponymie
Le nom de la localité est attesté sous les formes vallis Radulphi (1037) ; de valle Radulfi (1228) ; vallis Radulfi (1266) ; Willelmus de valle Radulphi (1271) ; Guillaumes de val Raoul (1278) ; Johanne de valle radulphi (1285) ; Val Raoul (1316) ; dominus de valle Radulfi (1340) ; Johannis wal Radulfi (XIVe) ; Vaulrou (vers 1500) ; le Vaulx Roul (1503) ; Vaux Roux (1530) ; Vaulxroux (1539) ; le Vaulx roux (1548) ; Vaulroux (1592) ; Waulroux (XVIe) ; le Vaulx roux (1615) ; le Vauroux (1667) ; Vauxroux (XVIIe).

## Politique et administration
| Période                                  | Période                   | Identité             | Étiquette | Qualité                                      |
| ---------------------------------------- | ------------------------- | -------------------- | --------- | -------------------------------------------- |
| Les données manquantes sont à compléter. |                           |                      |           |                                              |
| 2001                                     | 2009                      | Josiane Peyre        |           | Scrutin de 2008 annulé par le Conseil d'État |
| 22 janvier 2009                          | mai 2020                  | Jean-Pierre Rouillon |           | Agriculteur retraité                         |
| mai 2020                                 | En cours (au 4 juin 2020) | Bruno Leroux         |           |                                              |

## Population et société

### Démographie

#### Évolution démographique
L'évolution du nombre d'habitants est connue à travers les recensements de la population effectués dans la commune depuis 1793. Pour les communes de moins de 10 000 habitants, une enquête de recensement portant sur toute la population est réalisée tous les cinq ans, les populations de référence des années intermédiaires étant quant à elles estimées par interpolation ou extrapolation. Pour la commune, le premier recensement exhaustif entrant dans le cadre du nouveau dispositif a été réalisé en 2008.

En 2022, la commune comptait 500 habitants, en évolution de −1,19 % par rapport à 2016 (Oise : +0,87 %, France hors Mayotte : +2,11 %).
| 1793 | 1800 | 1806 | 1821 | 1831 | 1836 | 1841 | 1846 | 1851 |
| ---- | ---- | ---- | ---- | ---- | ---- | ---- | ---- | ---- |
| 436  | 448  | 428  | 439  | 435  | 468  | 438  | 426  | 403  |

| 1856 | 1861 | 1866 | 1872 | 1876 | 1881 | 1886 | 1891 | 1896 |
| ---- | ---- | ---- | ---- | ---- | ---- | ---- | ---- | ---- |
| 427  | 428  | 403  | 345  | 328  | 340  | 328  | 296  | 313  |

| 1901 | 1906 | 1911 | 1921 | 1926 | 1931 | 1936 | 1946 | 1954 |
| ---- | ---- | ---- | ---- | ---- | ---- | ---- | ---- | ---- |
| 264  | 246  | 246  | 241  | 228  | 244  | 224  | 216  | 231  |

| 1962 | 1968 | 1975 | 1982 | 1990 | 1999 | 2006 | 2008 | 2013 |
| ---- | ---- | ---- | ---- | ---- | ---- | ---- | ---- | ---- |
| 213  | 184  | 184  | 237  | 444  | 489  | 475  | 471  | 508  |

| 2018 | 2022 | - | - | - | - | - | - | - |
| ---- | ---- | - | - | - | - | - | - | - |
| 502  | 500  | - | - | - | - | - | - | - |

#### Pyramide des âges
La population de la commune est relativement jeune.
En 2018, le taux de personnes d'un âge inférieur à 30 ans s'élève à 37,2 %, soit en dessous de la moyenne départementale (37,3 %). À l'inverse, le taux de personnes d'âge supérieur à 60 ans est de 21,5 % la même année, alors qu'il est de 22,8 % au niveau départemental.
En 2018, la commune comptait 240 hommes pour 262 femmes, soit un taux de 52,19 % de femmes, légèrement supérieur au taux départemental (51,11 %).
Les pyramides des âges de la commune et du département s'établissent comme suit.
| Hommes | Classe d’âge | Femmes |
| ------ | ------------ | ------ |
| 0,0    | 90 ou +      | 0,0    |
| 2,9    | 75-89 ans    | 4,2    |
| 17,1   | 60-74 ans    | 18,7   |
| 24,2   | 45-59 ans    | 21,4   |
| 19,6   | 30-44 ans    | 17,6   |
| 15,4   | 15-29 ans    | 13,0   |
| 20,8   | 0-14 ans     | 25,2   |

| Hommes | Classe d’âge | Femmes |
| ------ | ------------ | ------ |
| 0,5    | 90 ou +      | 1,4    |
| 5,5    | 75-89 ans    | 7,6    |
| 15,6   | 60-74 ans    | 16,3   |
| 20,8   | 45-59 ans    | 20     |
| 19,4   | 30-44 ans    | 19,4   |
| 17,6   | 15-29 ans    | 16,2   |
| 20,6   | 0-14 ans     | 19,1   |

## Culture locale et patrimoine

### Lieux et monuments
- Forêt de Thelle.